# Darryl Lachman
Pour les articles homonymes, voir Lachman.
Darryl Lachman, né le 11 novembre 1989 à Amsterdam, est un footballeur international curacien. Il joue au poste de défenseur au Perth Glory FC en A-League.

## Carrière
Avec le club du FC Twente, il joue deux matchs en Ligue Europa lors de la saison 2014-2015.
Le 24 juin 2015, il rejoint le club anglais de Sheffield Wednesday. Après ne pas avoir joué le moindre match chez les "Owls", il est prêté le 7 janvier 2016 au SC Cambuur.

## Palmarès
PEC Zwolle
- Coupe des Pays-Bas
  - Vainqueur (1) : 2014

- Eerste Divisie
  - Vainqueur (1) : 2012

### En équipe nationale
Avec la sélection de Curaçao
- Coupe caribéenne des nations (1) :
  - Vainqueur en 2017.